# Jur Vrieling
Jur Vrieling (Slochteren, 31 juli 1969) is een Nederlands springruiter. Vrieling nam in 2012 met zijn paard Bubalu deel aan de Olympische Spelen in Londen. Met het Nederlandse team behaalde hij de zilveren medaille tijdens de landenwedstrijd.

## Palmares

### Nederlandse kampioenschappen
- 2008:  Mierlo met Emmerton VDL

### Grote Prijzen
- 2010:  Grand Prix Wiener Neustadt met Emmerton VDL
- 2010:  Grand Prix Vestfold met Emmerton VDL
- 2009:  Grand Prix Roggel met Oramé VDL
- 2008: 4e Grand Prix Geesteren met Emmerton VDL
- 2011:  Grand Prix Vestfold met Bubalu VDL
- 2011:  Grand Prix Valkenswaard met Babula VDL

### Derby's
- 2004:  Eindhoven met Greve Molke

### (Inter)nationaal
- 2009: 4e Rotterdam: 1.45 meter met Alwin Z

### Olympische Spelen
- 2012:  Landenteam met Bubalu VDL